# Sommer-Paralympics 2016/Teilnehmer (Namibia)
| stlisierte Goldmedaille | stlisierte Silbermedaille | stlisierte Bronzemedaille |
| ----------------------- | ------------------------- | ------------------------- |
| 1                       | 2                         | 2                         |

Namibia war bei den Paralympischen Sommerspielen 2016 in Rio de Janeiro mit neun Sportlern vertreten. Dies war das größte Kontingent in der Geschichte des Landes. Bei der Eröffnungszeremonie wurde die namibische Fahne von Johanna Benson getragen.

## Medaillenspiegel
| Medaillenspiegel Namibia |                |                              |                           |                           |        |
| Platz                    | Sportart       | Goldmedaille – Olympiasieger | Silbermedaille – 2. Platz | Bronzemedaille – 3. Platz | Gesamt |
| 1                        | Leichtathletik | 1                            | 2                         | 2                         | 5      |
| Total                    | Total          | 1                            | 2                         | 2                         | 5      |

## Medaillengewinner

### Gold
| Name             | Sportart       | Wettkampf          |
| ---------------- | -------------- | ------------------ |
| Ananias Shikongo | Leichtathletik | 200 m (T11) Männer |

### Silber
| Name             | Sportart       | Wettkampf          |
| ---------------- | -------------- | ------------------ |
| Johannes Nambala | Leichtathletik | 100 m (T13) Männer |
| Johannes Nambala | Leichtathletik | 400 m (T13) Männer |

### Bronze
| Name             | Sportart       | Wettkampf          |
| ---------------- | -------------- | ------------------ |
| Ananias Shikongo | Leichtathletik | 100 m (T11) Männer |
| Ananias Shikongo | Leichtathletik | 400 m (T11) Männer |

## Teilnehmer nach Sportart
Quellen: 

### Leichtathletik
Frauen:
- Johanna Benson (100 und 400 Meter, Weitsprung – Olympiasiegerin 2012 über 200 Meter und Silber über 100 Meter)
- Lahja Ishitile (100, 200 und 400 Meter)
- Rosa Manjoro (100, 200 und 400 Meter)[5]

| Athleten       | Wettbewerb     | Vorlauf/Vorkampf | Vorlauf/Vorkampf | Halbfinale | Halbfinale | Finale    | Finale | Rang |
| Athleten       | Wettbewerb     | Ergebnis         | Rang             | Ergebnis   | Rang       | Ergebnis  | Rang   | Rang |
| -------------- | -------------- | ---------------- | ---------------- | ---------- | ---------- | --------- | ------ | ---- |
| Johanna Benson | 100 m T37      | 14,23 s          | 3                | n/a        | n/a        | 14,16 s   | 7      | 7    |
| Johanna Benson | 400 m T37      | 1:10,79 s        | 4                | -          | -          | 1:12,35 s | 8      | 8    |
| Johanna Benson | Weitsprung T37 | -                | -                | -          | -          | 3,61 m    | 6      | 6    |
| Lahja Ishitile | 100 m T11      | 12,59 s          | 2                | 12,56 s    | 4          | -         | -      | 7    |
| Lahja Ishitile | 200 m T11      | 25,61 s          | 2                | 25,37      | 3          | -         | -      | 5    |
| Lahja Ishitile | 400 m T11      | 58,97 s          | 2                | -          | -          | -         | -      | 6    |

Männer:
- Martin Aloisius auch Aloysius (400 Meter und Weitsprung)
- Reginald Benade (Diskus und Kugelstoßen)[5]
- Johannes Nambala (100 und 400 Meter)
- Elias Ndimulunde (100 und 400 Meter)
- Ananias Shikongo (100, 200 und 400 Meter)
- Moses Tobias (200 Meter)

| Athleten                                                       | Wettbewerb      | Vorlauf/Vorkampf                             | Vorlauf/Vorkampf                             | Halbfinale                                   | Halbfinale                                   | Finale                                       | Finale                                       | Rang                                         |
| Athleten                                                       | Wettbewerb      | Ergebnis                                     | Rang                                         | Ergebnis                                     | Rang                                         | Ergebnis                                     | Rang                                         | Rang                                         |
| -------------------------------------------------------------- | --------------- | -------------------------------------------- | -------------------------------------------- | -------------------------------------------- | -------------------------------------------- | -------------------------------------------- | -------------------------------------------- | -------------------------------------------- |
| Martin Aloisius                                                | 400 m T12       | disqualifiziert                              | disqualifiziert                              | disqualifiziert                              | disqualifiziert                              | disqualifiziert                              | disqualifiziert                              | disqualifiziert                              |
| Martin Aloisius                                                | Weitsprung T12  | -                                            | -                                            | -                                            | -                                            | 6,38 m                                       | 11                                           | 11                                           |
| Johannes Nambala                                               | 100 m T13       | 10,81 s                                      | 2                                            | n/a                                          | n/a                                          | 10,78 s                                      | 2                                            | 2                                            |
| Johannes Nambala                                               | 400 m T13       | 49,01 s                                      | 2                                            | -                                            | -                                            | 47,21 s                                      | 2                                            | 2                                            |
| Elias Ndimulunde                                               | 100 m T45/46/47 | 12,68 s                                      | 7                                            | -                                            | -                                            | -                                            | -                                            | 13                                           |
| Elias Ndimulunde                                               | 400 m T45/46/47 | Teilnahme aufgrund einer Verletzung abgesagt | Teilnahme aufgrund einer Verletzung abgesagt | Teilnahme aufgrund einer Verletzung abgesagt | Teilnahme aufgrund einer Verletzung abgesagt | Teilnahme aufgrund einer Verletzung abgesagt | Teilnahme aufgrund einer Verletzung abgesagt | Teilnahme aufgrund einer Verletzung abgesagt |
| Ananias Shikongo                                               | 100 m T11       | 11,17 s                                      | 2                                            | 11,23 s                                      | 1                                            | 11,11 s                                      | 3                                            | 3                                            |
| Ananias Shikongo                                               | 200 m T11       | 22,93 s                                      | 1                                            | 22,48 s                                      | 1                                            | 22,44 s                                      | 1                                            | 1                                            |
| Ananias Shikongo                                               | 400 m T11       | 50,85                                        | 2                                            | -                                            | -                                            | 50,63                                        | 3                                            | 3                                            |
| Moses Tobias                                                   | 200 m T11       | 24,17 s                                      | 4                                            | -                                            | -                                            | -                                            | -                                            | 10                                           |
| Moses Tobias Martin Aloisius Johannes Nambala Ananias Shikongo | 4×100 m T11-13  | 43,49 s                                      | 2                                            | -                                            | -                                            | 43,66 s                                      | 4                                            | 4                                            |

### Powerlifting (Bankdrücken)
Männer:
- Ruben Soroseb

| Athlet        | Wettbewerb                | Finale   | Finale |
| Athlet        | Wettbewerb                | Ergebnis | Rang   |
| ------------- | ------------------------- | -------- | ------ |
| Ruben Soroseb | Gewichtsklasse bis 107 kg | 190 kg   | 9      |

### Schwimmen
Männer:
- Gideon Nasilowski

| Athlet            | Wettbewerb       | Finale   | Finale |
| Athlet            | Wettbewerb       | Ergebnis | Rang   |
| ----------------- | ---------------- | -------- | ------ |
| Gideon Nasilowski | 50 m Freistil S3 | 1:38,21  | 11     |